# Hermann Beeg
Hermann Beeg (* 24. November 1861 in Fürth; † 30. Dezember 1932 in Reisach) war ein bayerischer Generalleutnant im Ersten Weltkrieg.

## Leben

### Herkunft
Hermanns Vater war der Lehrer und Generalkommissär Johann Caspar Beeg. Seine Mutter, die Schriftstellerin Mathilde Beeg war eine Tochter des Hans von und zu Aufseß.

### Militärkarriere
Beegs absolvierte um 1880/81 das Realgymnasium und trat anschließend als Dreijährig-Freiwilliger in das 2. Fußartillerie-Regiment der Bayerischen Armee ein. Dort erfolgte am 18. März 1882 seine Ernennung zum Portepeefähnrich. Vom 1. April 1882 bis 15. März 1883 belegte er den Offizierslehrgang an der Kriegsschule München und legte hier vom 8. bis 15. März seine Offiziersprüfung ab. Am 22. Dezember 1883 erfolgte seine Beförderung zum Secondeleutnant sowie die Kommandierung zur Artillerie- und Ingenieurschule.
Am 16. Mai 1885 kehrte Beeg zu seiner Stammeinheit zurück. Von 1890 bis 1893 absolvierte Beeg die Kriegsakademie, die ihm die Qualifikation für den Generalstabsdienst zuerkannte. Am 25. September 1893 wurde Beeg von der Kriegsakademie zur Artillerie- und Ingenieurschule kommandiert, um dort als Direktionsoffizier und Lehrer zu arbeiten.
Am 6. November 1894 wurde er zum Hauptmann befördert und zum Kompaniechef des 2. Fußartillerie-Regiments ernannt. Dies geschah allerdings unter vorläufiger Belassung im Kommando, seiner Stellung als Direktionsoffizier und Lehrer an der Artillerie- und Ingenieurschule im 1. Fußartillerie-Regiment. Am 1. September 1896 wurde er zum Kompaniechef im 1. Fußartillerie-Regiment ernannt und zur Eisenbahn-Abteilung des Großen Generalstabs der Preußischen Armee kommandiert. Am 14. September 1897 wurde Beeg als Eisenbahn-Kommissar eingesetzt und zur Eisenbahn-Linienkommission in Ludwigshafen am Rhein bestellt, behielt aber weiterhin seine Stellung als Kompaniechef im 1. Fußartillerie-Regiment, und im Kommando der Eisenbahn-Abteilung des Großen Generalstabes. Am 23. September 1898 wurde er zur Eisenbahn-Abteilung des Großen Generalstabs abkommandiert. 1900 folgte seine Ernennung zum Eisenbahn-Linienkommissar in München; während dieser Zeit war er noch im Kommando über das 1. Fußartillerie-Regiment und Angehöriger des Großen Generalstabs in der Eisenbahn-Abteilung. Am 19. Oktober 1900 wurde Beeg mit dem Roten Adlerorden IV. Klasse ausgezeichnet.
Am 23. September 1902 erfolgte seine Ernennung zum Kompaniechef im 2. Fußartillerie-Regiment. Innerhalb des Regiments stieg Beeg 1904 zum Stabsoffizier auf, wurde 1905 zum Major befördert und als solcher schließlich Bataillonskommandeur. Von 1907 bis 1908 war Beeg dann Direktor der Oberfeuerwerker-Schule. Anschließend trat er in den Truppendienst zurück und wurde als Oberstleutnant zum Kommandeur des 2. Fußartillerie-Regiments ernannt. In dieser Stellung folgte 1912 seine Beförderung zum Oberst. Im selben Jahr gab er das Kommando ab, wurde zum Direktor des Artillerie- und Train-Depots ernannt.
Mit Ausbruch des Ersten Weltkriegs wurde Beeg als Generalmajor dem Armeeoberkommando 6 zugeteilt. Vom 22. August 1914 bis 1917 war er Kommandeur des Fußartillerie-Brigade-Kommandos 2 sowie anschließend bis 5. Juli 1918 Kommandeur der 30. Bayerischen Reserve-Division und wurde zwischenzeitlich zum Generalleutnant befördert. Dann kommandierte er bis zu deren Auflösung am 14. August 1918 die 10. Infanterie-Division. Im letzten Kriegsjahr war er außerdem stellvertretender Feldzeugmeister. Nach Kriegsende und Demobilisierung wurde Beeg 1919 zur Disposition gestellt.

### Familie
Beeg heiratete am 18. März 1895 in München Gisela von Heckel (1867–1946), jüngste Tochter des bayerischen Generals der Infanterie Maximilian von Heckel.

## Schriften
- Schlacht von Verdun. In: Waffenring der ehemaligen Deutschen Schweren Artillerie (Hrsg.): Das Ehrenbuch der Deutschen Schweren Artillerie. 1931, OCLC 17879375, S. 317–321.